# Gördelingerstraße
Die in Nord-Süd-Richtung verlaufende Gördelingerstraße in der Innenstadt Braunschweigs verbindet die nördlich gelegene, quer verlaufende Lange Straße mit dem südlich angrenzenden Altstadtmarkt.
Die ehemals durch Fachwerkhäuser und Barockbauten geprägte Straße verlor durch die Zerstörungen während des Zweiten Weltkriegs und nachfolgende Umgestaltungen ihren ursprünglichen Charakter.

## Geschichte
Die im Weichbild der Altstadt verlaufende Gördelingerstraße wurde 1248 im Zusammenhang mit einem Wicpertus de golingestrate erstmals erwähnt. Die Bezeichnungen Goderingestrate (1268) und Godelingestrate (1298) versuchte Karl Scheller 1816 von gordelinge, Gürtelträgern, abzuleiten. Er bezog dies auf Franziskaner, die in einem zwischen der Lindentwete und dem Jungfernstieg gelegenen Kloster gelebt haben sollen. Hierfür gibt es jedoch keine Beweise. Wahrscheinlich ist der Straßenname auf eine Sippe, die Goderinge oder Godelinge, zurückzuführen. Im Stadtplan von 1606 findet man die Form Godderlingstraße. Nach 1700 entstand die Entstellung Gördelingerstraße, während der Stadtplan von 1731 noch den Namen Görlingerstraße verzeichnet.
Zwischen den Häusern mit den Assekuranznummern 83 und 84 befand sich 1426 die Bartholomäustwete. Diese entstand vermutlich bereits 1373, als der Rat dem Besitzer des Hauses Ass. 84 erlaubte, einen Weg zum Bartholomäusturm anzulegen. Noch zur Zeit des Königreichs Westphalen wurde dem Besitzer dieses Hauses, dem Präfekten Friedrich Henneberg, bescheinigt, dass er das Haus samt dem zu diesem seit undenklichen Zeiten gehörigen über den Bartholomäi Kirchhof durch die Pforte in der Planke nach der Schützenstraße hinausgehenden Gasse seit 1788 im Besitz habe. Im Jahre 1426 wird Cord van Ursleve als Besitzer des Hauses negest sunte Bartolomeus tweten, der Assekuranznummer 83, des späteren Pollschen Hauses, genannt.
Die Gördelingerstraße gehörte zum Messegelände, auf dem seit der Neubegründung der Braunschweiger Messe im Jahre 1681 jährlich zwei Warenmessen abgehalten wurden. Um 1700 wurde der Neue Hof (heute Handelsweg) für Messezwecke gebaut. Voraussetzung für einen gut funktionierenden Messebetrieb waren Postverbindungen für Personen und Nachrichten zu wichtigen Handelsorten. Hierfür wurde durch Hermann Korb zwischen 1710 und 1714 in der Gördelingerstraße ein Posthaus der Fürstlich Braunschweigischen Landespost errichtet. Im 1870 abgerissenen Neuen Hof befand sich im 18. und 19. Jahrhundert die Braunschweiger Niederlage der herzoglichen Porzellanmanufaktur Fürstenberg. Der Braunschweiger Adressanzeiger des Jahres 1817, S. 242, weist dazu folgenden Eintrag auf: Porcelain-Niederlage (Fürstl. Fürstenberger), alle Sorten Porcellainsachen, die in der Fabrik daselbst gefertiget und hieselbst gemalt und vergoldet werden. Im Neuenhofe No. 13.
Im Eckgebäude Gördelingerstraße/Neue Straße wurde am 25. Mai 1906 Braunschweigs erstes Filmtheater durch Martin Dentler eröffnet.
Während des Zweiten Weltkriegs wurden die meisten Bauten der Gördelingerstraße zerstört oder stark beschädigt.

### Historische Bauten

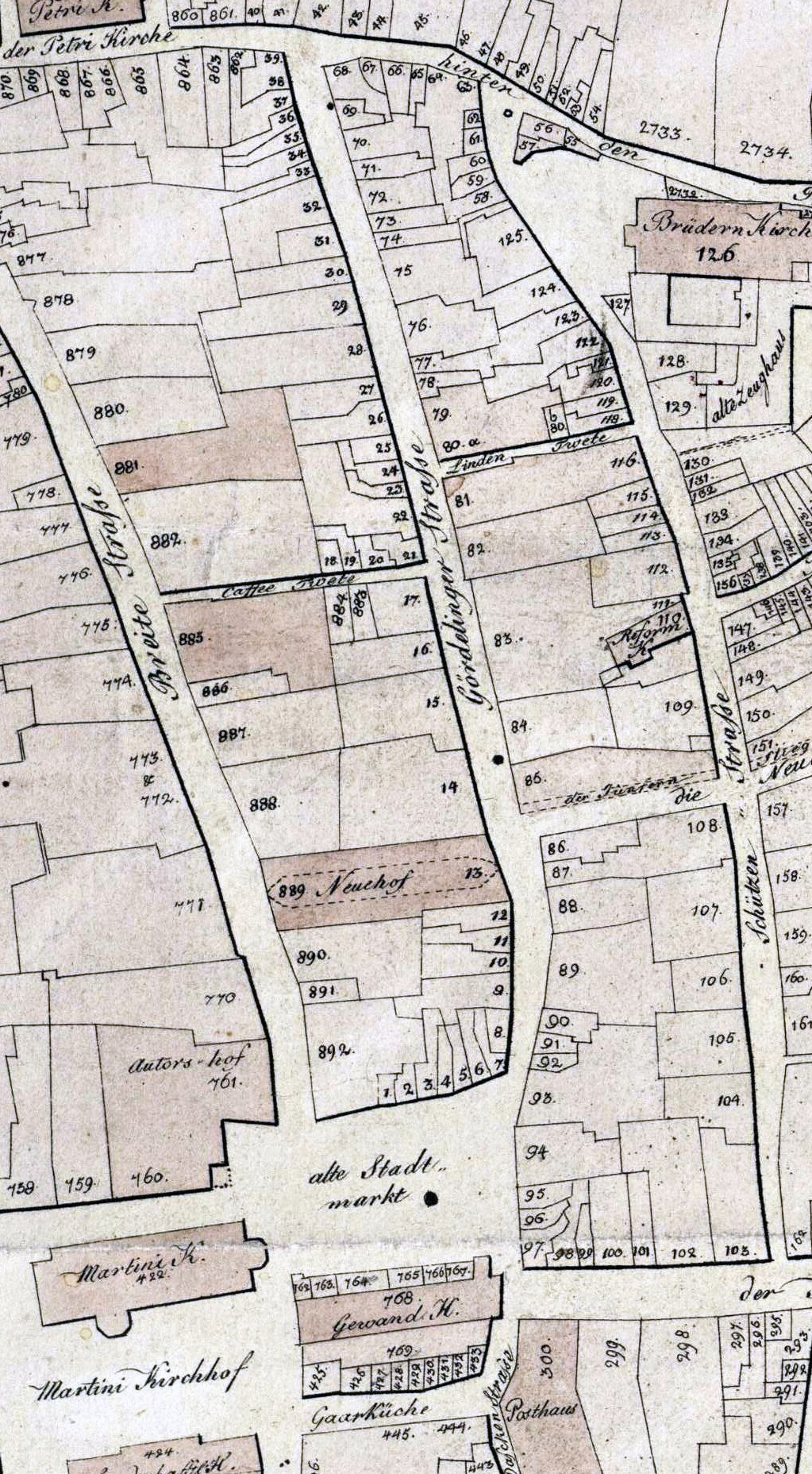
Ausschnitt aus dem Stadtplan von Friedrich Wilhelm Culemann aus dem Jahre 1798. Zu sehen sind Altstadtmarkt, Breite Straße, Gördelingerstraße und Schützenstraße.

#### Wohn- und Messehaus (Gördelingerstraße 7)
Der dreigeschossige Massivbau mit der Assekuranznummer 14 wurde zwischen 1715 und 1720 als Messehaus, vermutlich nach einem Entwurf von Hermann Korb, errichtet. Der Bauherr ist unbekannt. Der Bau mit symmetrischer Fassade war durch elf Fensterachsen und einen dreiachsigen Mittelrisaliten gegliedert.
Im Haus Nr. 7 befand sich Schraders Hotel, wo im April 1875 Richard Wagner und seine Frau Cosima wohnten, die eine Tannhäuser-Vorstellung in Braunschweig besuchten.
Das während des Zweiten Weltkriegs beschädigte Gebäude wurde in Anlehnung an den barocken Zustand wiederaufgebaut. Das 1857 gegründete Möbelhaus Sander befindet sich heute im südlichen Gebäudeteil (Gördelingerstraße 6–7). Im nördlichen Gebäudeteil befand sich von 1949 bis April 2003 das Kino Regina, im Jahre 1974 umbenannt in Die Lupe. Hier ist seit Oktober 2003 das Privattheater Komödie am Altstadtmarkt zu finden.

#### Fachwerkhaus (Gördelingerstraße 38)
Das aus dem Jahr 1470 stammende Fachwerkgebäude besaß vier kräftig geschnitzte Figurenknaggen mit weltlich-volkstümlichem Charakter. Dargestellt waren ein Esel mit Dudelsack, ein Fuchs mit einer Gans und ein Mann mit einer Axt. Das Haus wurde während des Zweiten Weltkriegs zerstört.

#### Wohnhaus (Gördelingerstraße 42)
Das Haus wurde 1571/72 für Heinrich von Adenstedt († 1605) und dessen Ehefrau Margarethe Twedorp († 1612) errichtet. Baumeister war vermutlich der auf einer Inschrift genannte Hans Schrader. Das unten massive und im oberen Teil in Fachwerk errichtete Haus besaß eine Kemenate, die während des Zweiten Weltkriegs, ebenso wie Haupt- und Nebengebäude, zerstört wurde.

#### Wohnhaus der Familie Strombeck (Gördelingerstraße 43)

Renaissanceportal Gördelingerstraße 43

Das im 15. Jahrhundert erbaute Haus wurde 1584 und 1590 für die Patrizierfamilie von Strombeck erweitert. Inwieweit ältere Bestandteile aus dem 14. oder 13. Jahrhundert enthalten waren, ist nicht mehr zu ermitteln. Erste belegbare Bauvorgänge datieren aus dem Jahr 1483. Die erhaltenen steinernen Wappen beziehen sich auf das Besitzerehepaar Hilmar von Strombeck und Katharina Schrader, die Tochter Autor Schraders. Der zweigeschossige massive Unterbau trug ein 30 Spann langes Speichergeschoss aus Fachwerk.
Das Gebäude wurde im Zweiten Weltkrieg schwer beschädigt. Die Ruine wurde erst 1973 abgerissen. Lediglich das rundbogige Renaissance-Portal und ein Mauerrest blieben erhalten. Diese wurden Ende Oktober 1975 als Eingang zur neuen Bartholomäustwete wieder aufgestellt. Das Portal ist mit Beschlagwerkornament eingefasst. In den Zwickeln befindet sich links und rechts je eine Engelsfigur, die einen Wappenschild hält. Der Fries über dem Portal trägt die Inschrift:
NISI DOMINVS : FRVSTRA • ANNO 1 • 5 • 84 •
Die Übersetzung lautet:
Wenn der Herr nicht (das Haus baut), ist es vergebens (errichtet).
Dieser Fries wiederum trägt eine Bekrönung mit zwei Säulen, die ein weiteres Wappen flankieren. Fruchtgehänge und Maskenköpfe schmücken die Flächen links und rechts der beiden Säulen. Auf der Rückseite wurden der Mauer links und rechts neben dem Portal von demselben Gebäude stammende Wappensteine eingesetzt. Der linke Stein trägt die Jahreszahl 1590 links und rechts unter dem Wappenschild, auf dem rechten Stein befindet sich ein Wappenschild und dieselbe Jahreszahl 1590.
Im Jahre 2009 wurde das Portal aufwendig restauriert.

#### Ehemaliges Postkontor (Gördelingerstraße 44)

Posthaus Gördelingerstraße 44

Zwischen 1710 und 1714 wurde das von Hermann Korb entworfene Haus Ass. 84 für den Agenten und fürstlich-braunschweigischen Postmeister Heinrich Georg Henneberg († 1717) erbaut. Die Fassade des siebenachsigen, dreigeschossigen Massivbaus war symmetrisch gegliedert. Die Fassadenmitte wurde durch einen einachsigen Risaliten betont.
Das Postkontor entwickelte sich zu einem Nachrichtenbüro. Das Haus befand sich bis 1871 im Besitz der Familie Henneberg. Die Ruine des 1944 stark beschädigten Gebäudes wurde nach Kriegsende abgebrochen.

#### Messehaus mit Laubengang („Jungfernstieg“) (Gördelingerstraße 45)

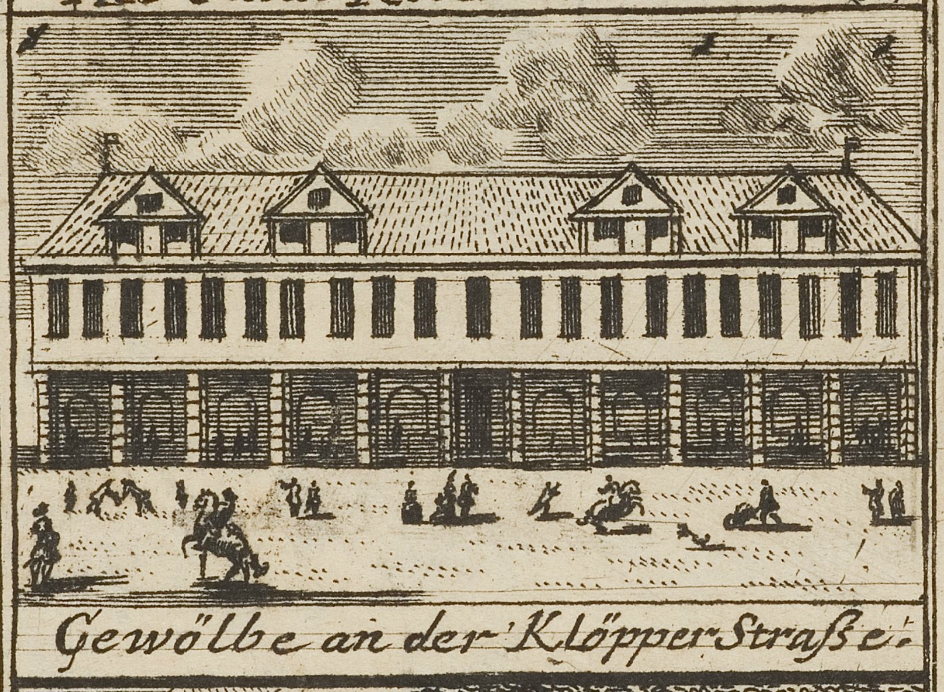
Die Messegewölbe mit dem „Jungfernstieg“, Gördelingerstraße 45 / Klöpperstraße, heute Neue Straße 20

Zwischen 1709 und 1714 wurde dieses Gebäude nach einem Entwurf von Hermann Korb, vermutlich im Auftrag Herzog Anton Ulrichs, für die Braunschweiger Messe errichtet. Der zweigeschossige Fachwerkbau nahm die gesamte Nordseite der Neuen Straße, der damaligen Klöpperstraße, zwischen Gördelingerstraße und Schützenstraße ein. Zur Neuen Straße wies die Fassade im Obergeschoss 21 Fensterachsen und einen darunterliegenden Laubengang mit zwölf rechteckigen steinernen Pfeilern auf. Die zur Gördelingerstraße weisende Schmalseite zeigte fünf Achsen. Der als „Jungfernstieg“ bezeichnete Laubengang stellte ein Novum im Städtebau der Stadt Braunschweig dar. Hinter den Lauben waren Messegewölbe zu finden, ein Börsensaal befand sich im Obergeschoss. Hier begannen im Jahr 1712 mit dem Braunschweiger Kongress die Friedensverhandlungen zur Beendigung des Nordischen Krieges, die 1714 ergebnislos abgebrochen wurden.
Eine Erklärung für den auch in Hamburg zu findenden Namen Jungfernstieg gab Emil Ferdinand Vogel im Jahre 1841:
An einigen Orten kommen diese Gewerbslauben unter eigenthümlichen Namen vor; wie z. B. in Braunschweig und Hamburg, wo sie ursprünglich den Namen „der Jungfernstieg“ führten: eine Benennung, die zwar sonderbar klingt, aber sich sehr gut erklären läßt, sobald man nur daran denkt, daß bedeckte Schwibbögen, die auch bey Regenwetter einen ungestörten Spaziergang verstatteten, und wo zugleich eine Menge freundlicher, gewandter Verkäufer interessante Gegenstände aller Art feil boten – für junge Mädchen jedes Standes Anziehungskraft genug haben mußten, um zu einem oft wiederholten Besuch einzuladen; ...

#### Handelsweg (Sedanbazar)
Die älteste Passage in Braunschweig befindet sich zwischen der Gördelingerstraße und der Breiten Straße. Herzog Rudolf August ließ im Zuge der Neubelebung der Braunschweiger Messe einige Bürgerhäuser abreißen, an deren Stelle der aus Messgewölben und Verkaufsständen bestehende Neue Hof errichtet wurde. Der Hotelbesitzer Schrader ließ den Neuenhof 1870 abreißen. Zu beiden Seiten eines Hofraumes, der mit einem achteckigen Glasdach überwölbt war, wurden jeweils sechs dreistöckige Häuser mit Läden erbaut. Der im neugotischen Stil gestaltete, nach der Schlacht von Sedan benannte Sedanbazar wurde 1872 eröffnet. Die Umbenennung in Handelsweg erfolgte 1928. Die Passage wurde während des Zweiten Weltkriegs stark beschädigt und ab 1956 wieder aufgebaut. Am 1. November 1969 wurde der umgestaltete Handelsweg eröffnet. Einen hohen Bekanntheitsgrad hatte das 1936 gegründete Eiscafé Tante Puttchen. Heute befinden sich im Handelsweg verschiedene Gastronomiebetriebe.

#### Weitere Bauten

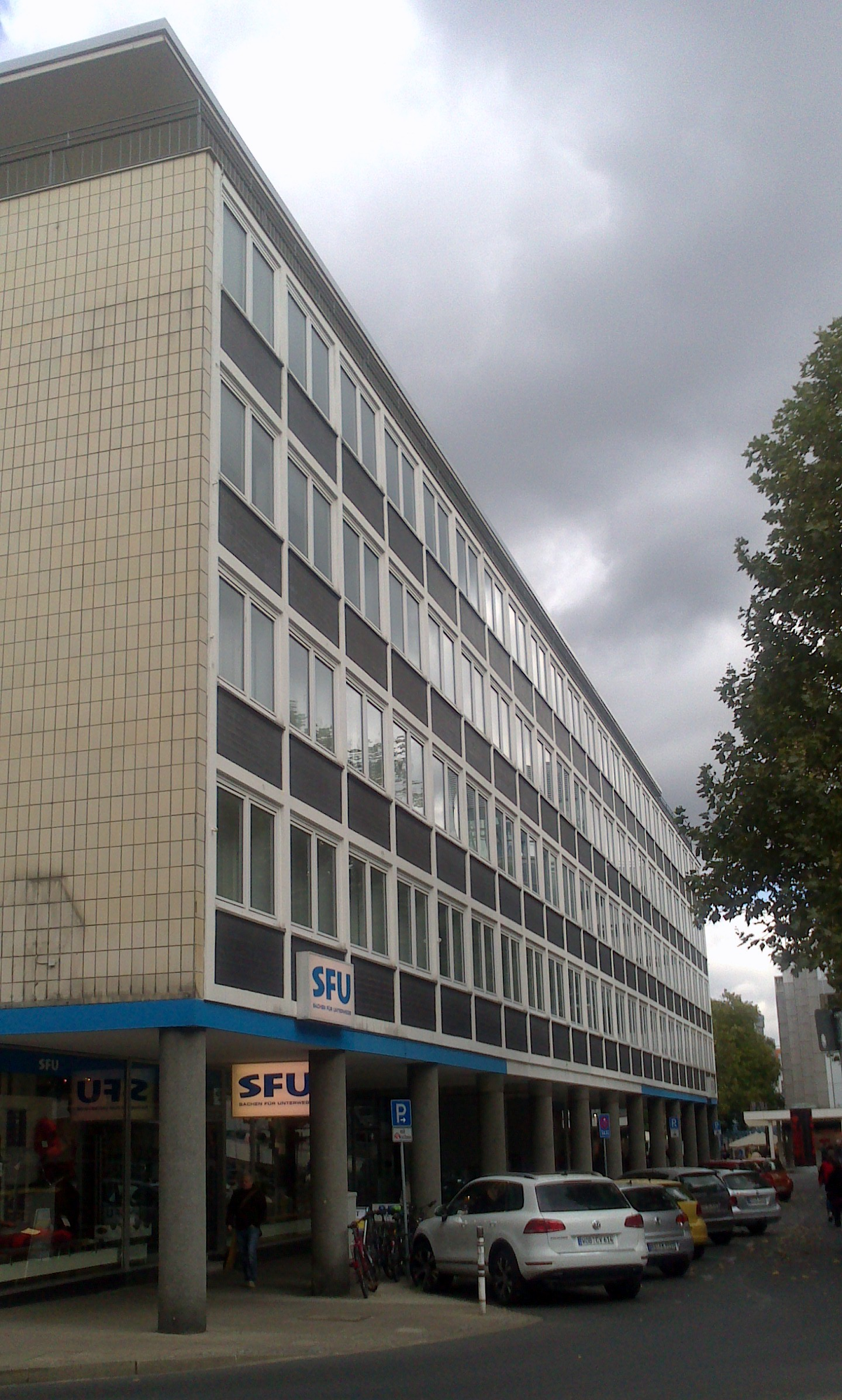
Gördelingerstraße/Ecke Neue Straße: Ehemaliges Gebäude der Firma Pfeiffer & Schmidt.

An der Ecke zur Neuen Straße befand sich das Stammhaus der 1690 gegründeten Textilgroßhandlung Pfeiffer & Schmidt. Von einem Haus der Gördelingerstraße, vermutlich der Nr. 22, ist für das Jahr 1352 überliefert: un de joden hebben der lange wonet. Das diesem gegenüber liegende Steinhaus Nr. 81 gehörte im 14. Jahrhundert Isaacke dem Jodden. Das Haus mit der Assekuranznummer 28 war von 1354 bis 1528 unser vrowen gildehus, unser leve fruwe broderschop hus, im Besitz der Marien-Bruderschaft. Zwischen den Häusern mit den Assekuranznummern 22 und 28 befand sich 1441 de ole marstall. Das Haus Nr. 41 (Ass. 81) besaß eine Kemenate, die während des Zweiten Weltkriegs zerstört wurde. Das schwer beschädigte Geschäftshaus wurde abgerissen und 1951/52 durch einen Neubau von Friedrich Wilhelm Kraemer ersetzt.

### Heutige Bebauung

#### Ehemalige Landeszentralbank (Gördelingerstraße/Lindentwete 1)
Am 10. Oktober 1983 fand die Grundsteinlegung für das neue Landeszentralbank-Gebäude an der Gördelingerstraße statt, genau ein Jahr später das Richtfest. Die Einweihungsfeier erfolgte am 13. Februar 1986. Die Bundesbankfiliale wurde aufgelöst, das Gebäude wird heute als Büro- und Geschäftshaus genutzt.

#### Weitere Bauten
Am 29. November 1956 wurde das wieder aufgebaute Geschäftshaus der Firma Tapeten-Roos in der Gördelingerstraße 2 eröffnet. Das neue Ärztehaus der Kassenärztlichen Vereinigung, An der Petrikirche 1/Ecke Gördelingerstraße, wurde am 6. Oktober 1976 eröffnet. Die seit 1883 bestehende Firma Möbel-Koch (heute Wohndesign) hat ihren Standort in der Gördelingerstraße 38–40.

## Impressionen

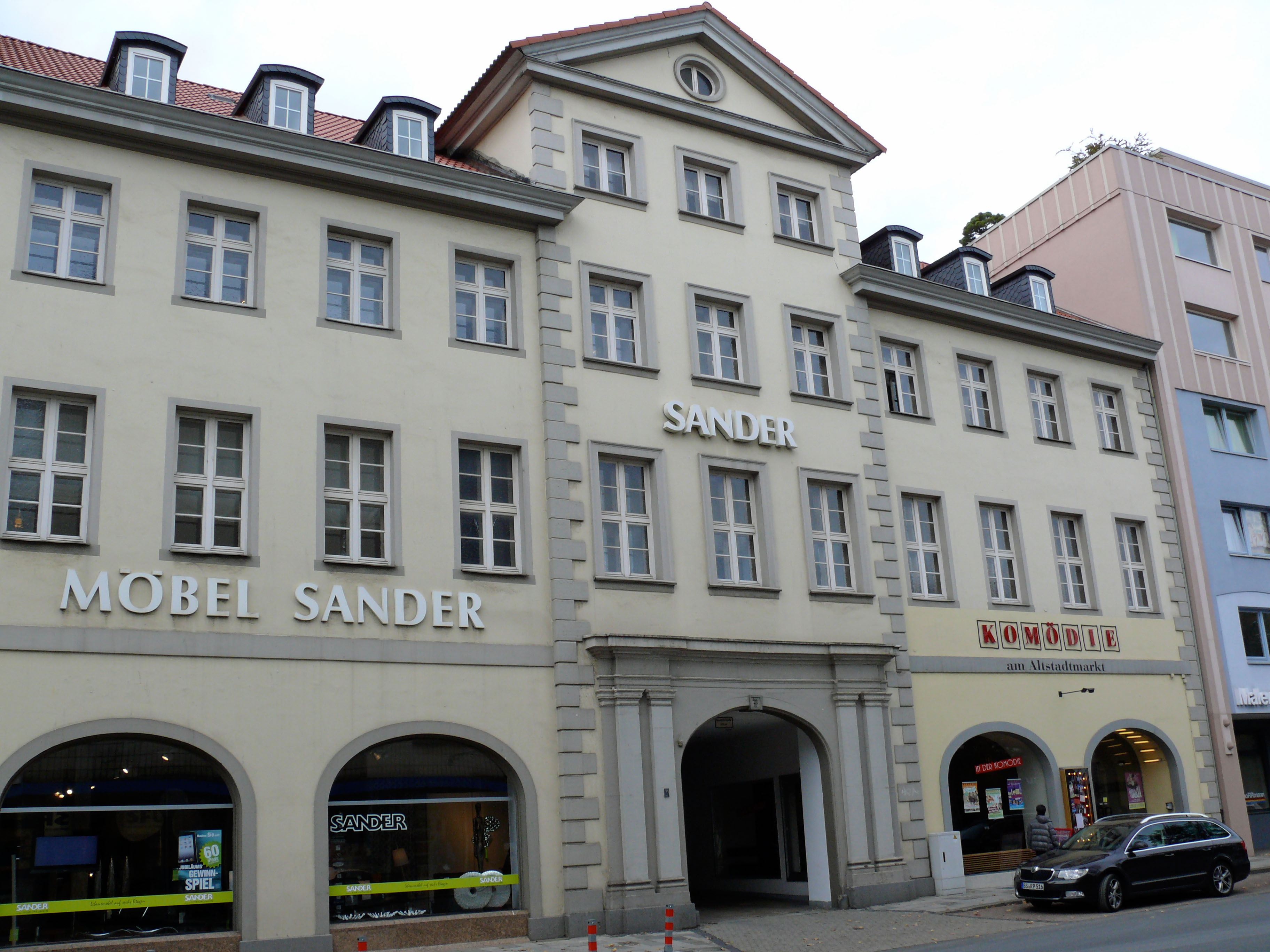
Haus Gördelingerstraße 7 (erbaut 1715–1720)
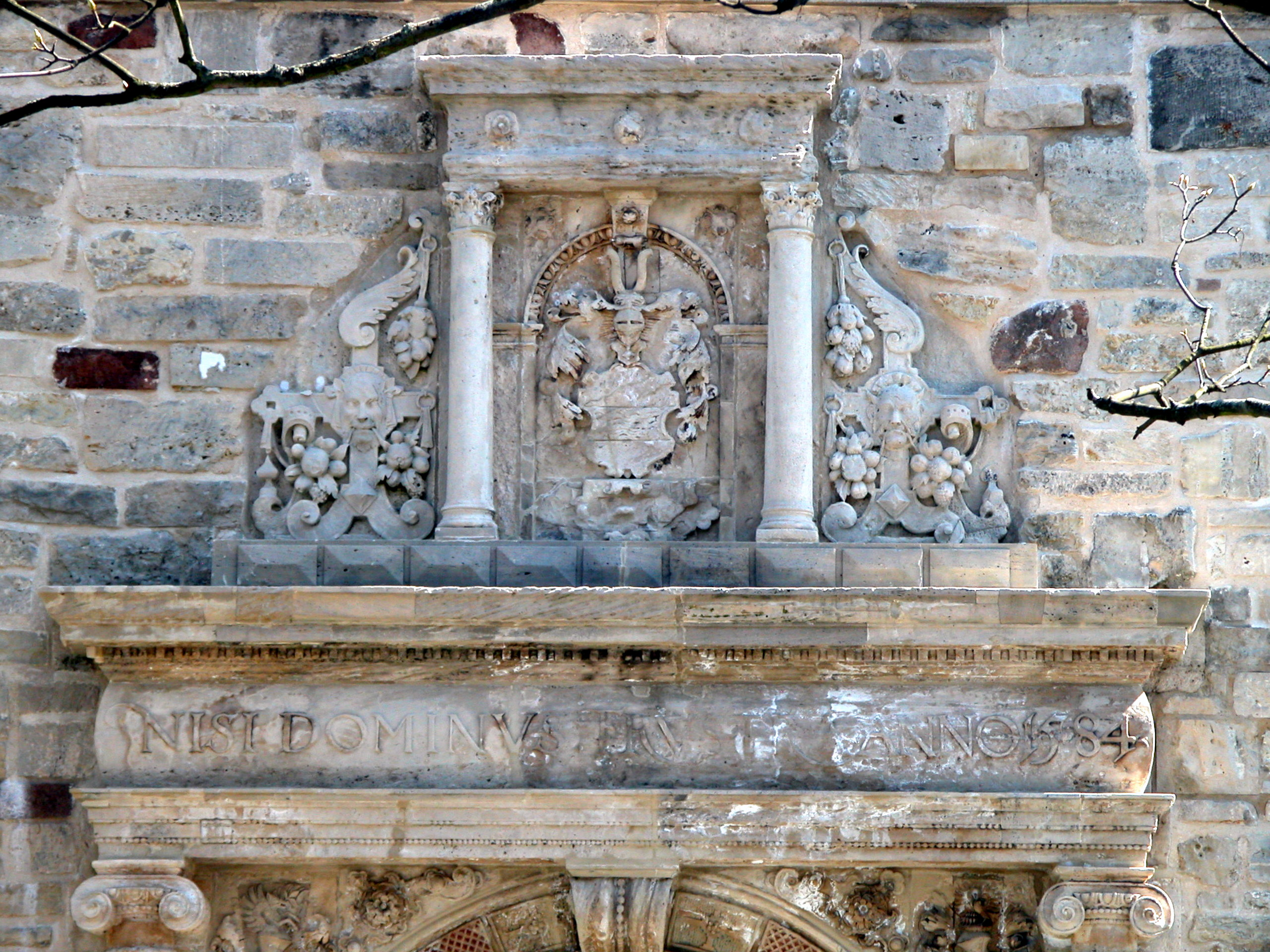
Renaissanceportal des zerstörten Hauses Gördelingerstraße 43 (Detail)
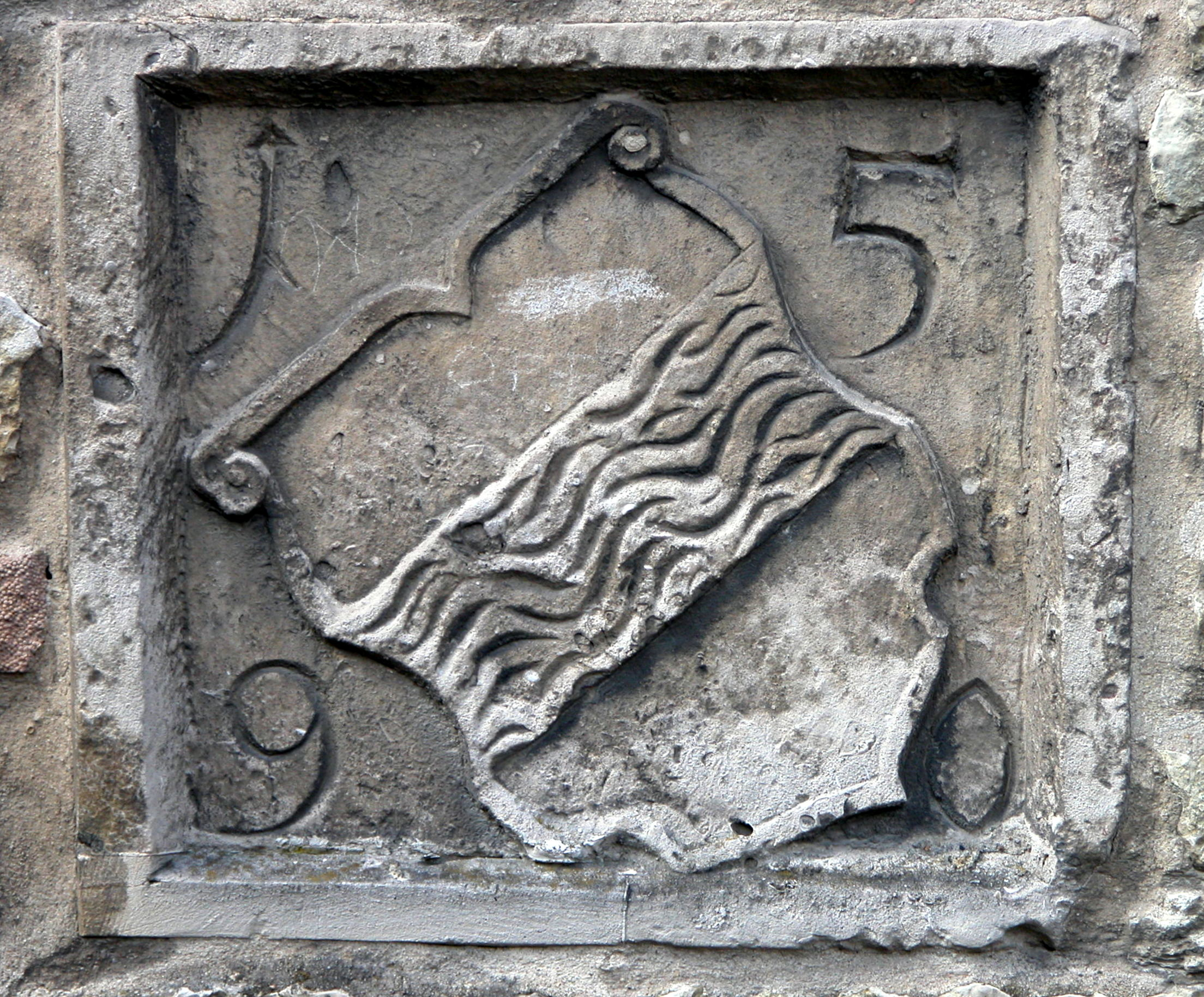
Renaissanceportal des zerstörten Hauses Gördelingerstraße 43 (Wappen der Familie Strombeck)
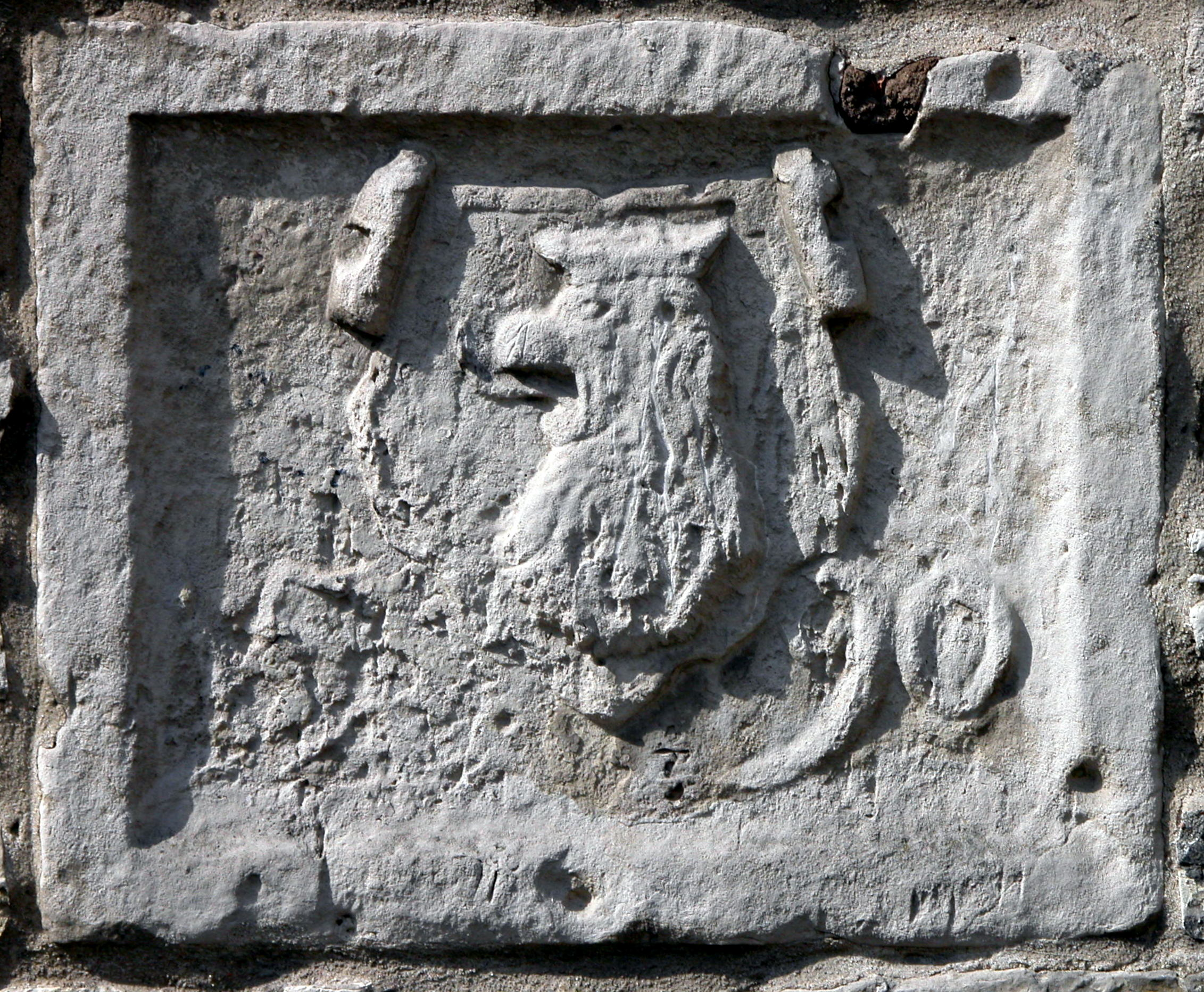
Renaissanceportal des zerstörten Hauses Gördelingerstraße 43 (Wappen der Familie Schrader)
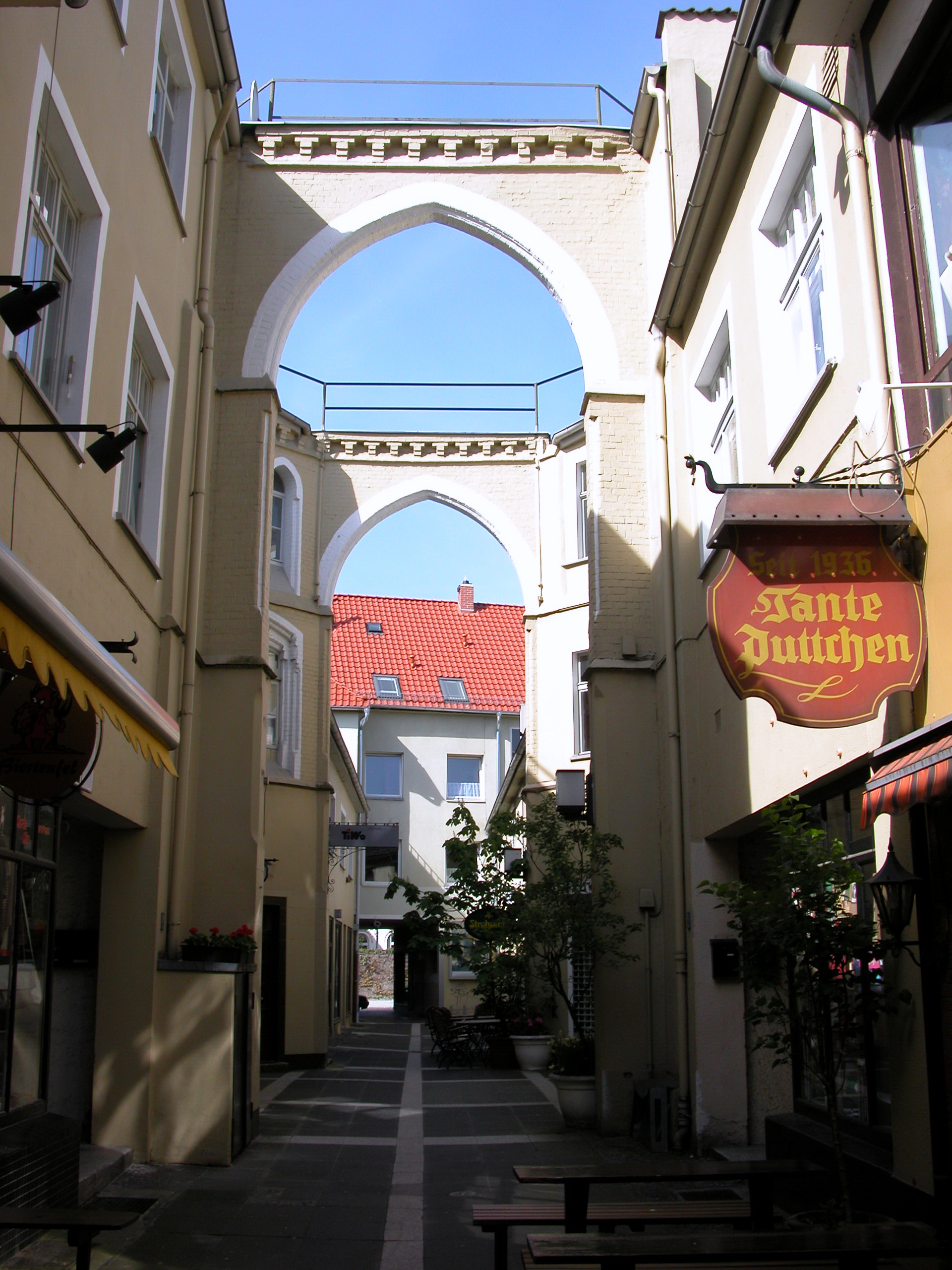
Blick in den Handelsweg (ehemaliger „Sedanbazar“), Richtung Westen. Rechts „Tante Puttchen“.
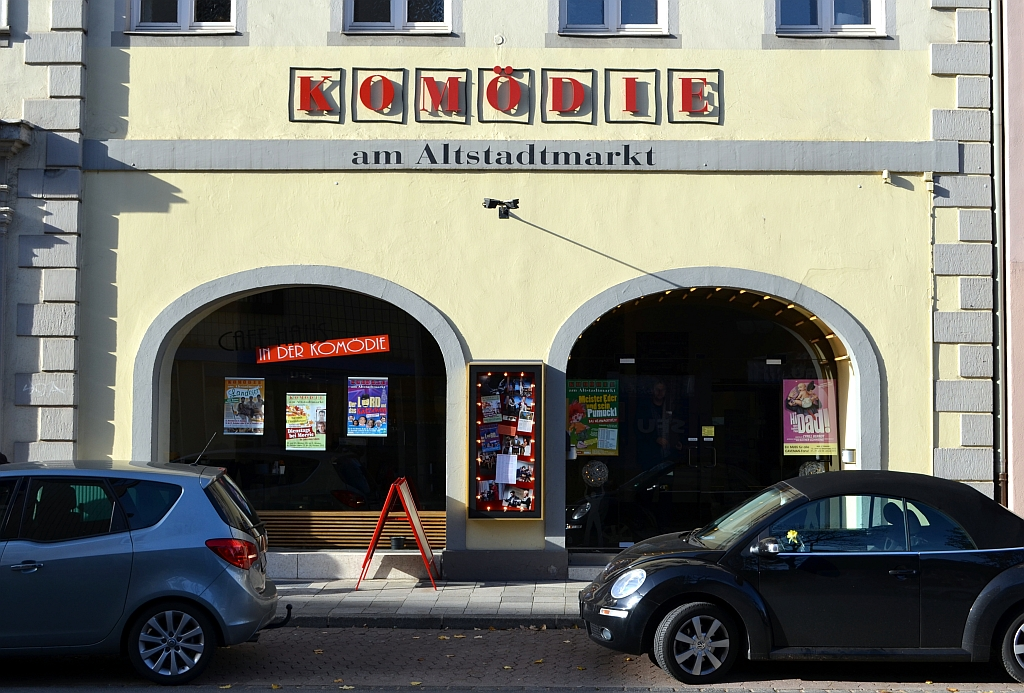
Eingang zur „Komödie am Altstadtmarkt“, ehemals zur „Lupe“.